# Governo Philippe II
Il  governo Philippe II è stato il quarantunesimo governo della Quinta Repubblica francese. Il governo è stato il primo della XV legislatura della Quinta Repubblica e il secondo varato dal presidente Emmanuel Macron. La guida del governo è stata riconfermata all'ex repubblicano Édouard Philippe. Il 29 giugno 2017 si tennero le elezioni comunali in Francia, alle quali partecipò anche il primo ministro come candidato alla carica di sindaco della città di Le Havre, diventandone sindaco. Fu quindi costretto a lasciare l'incarico da presidente del consiglio rassegnando le dimissioni il giorno dopo.

## Composizione
LaREM
     DVD
     DVG
     MoDem
     MR
     Indipendenti
     DVG (ex PS)
| Funzione | Titolare | Titolare | Titolare             | Partito                 |
| --- | -------- | -------- | -------------------- | ----------------------- |
| Primo ministro |          |          | Édouard Philippe     | DVD (ex LR)             |
| Ministri |          |          |                      |                         |
| Transizione ecologica e solidale                                                                                                |          |          | Élisabeth Borne      | LaREM (ex DVG)          |
| Giustizia |          |          | Nicole Belloubet     | DVG                     |
| Europa e affari esteri |          |          | Jean-Yves Le Drian   | DVG (ex PS)             |
| Difesa |          |          | Florence Parly       | DVG                     |
| Solidarietà e Sanità |          |          | Olivier Véran        | LaREM                   |
| Economia e finanze |          |          | Bruno Le Maire       | LaREM (ex LR)           |
| Lavoro |          |          | Muriel Pénicaud      | LaREM (ex DVG)          |
| Educazione nazionale e gioventù                                                                                                 |          |          | Jean-Michel Blanquer | LaREM (ex DVD)          |
| Conti pubblici |          |          | Gérald Darmanin      | LaREM (ex LR)           |
| Interno |          |          | Christophe Castaner  | LaREM                   |
| Insegnamento superiore, ricerca e innovazione                                                                                   |          |          | Frédérique Vidal     | LaREM (ex Indipendente) |
| Coesione dei territori e relazioni con le collettività territoriali                                                             |          |          | Jacqueline Gourault  | MoDem                   |
| Oltremare |          |          | Annick Girardin      | MR (ex PRG)             |
| Cultura |          |          | Franck Riester       | Agir (ex LR)            |
| Agricoltura e alimentazione |          |          | Didier Guillaume     | LaREM (ex DVG)          |
| Sport |          |          | Roxana Maracineanu   | Indipendente            |
| Ministri delegati |          |          |                      |                         |
| Relazioni con il Parlamento (presso il Primo ministro)                                                                          |          |          | Marc Fesneau         | MoDem                   |
| Collettività territoriali (presso il ministero della coesione dei territori e delle relazioni con le collettività territoriali) |          |          | Sébastien Lecornu    | LaREM (ex LR)           |
| Città e alloggiamento (presso il ministero della coesione dei territori e delle relazioni con le collettività territoriali)     |          |          | Julien Denormandie   | LaREM                   |

### Segretari di Stato
| Carica                                                                                            | Titolare | Titolare               | Partito                 |
| ------------------------------------------------------------------------------------------------- | -------- | ---------------------- | ----------------------- |
| Segretario di Stato del Primo ministro, portavoce del Governo                                     |          | Sibeth Ndiaye          | LaREM                   |
| Uguaglianza tra le donne e gli uomini, lotta contro le discriminazioni (presso il Primo ministro) |          | Marlène Schiappa       | LaREM                   |
| Persone con disabilità (presso il Primo ministro)                                                 |          | Sophie Cluzel          | Indipendente            |
| Transizione ecologica                                                                             |          | Brune Poirson          | LaREM                   |
| Energia                                                                                           |          | Emmanuelle Wargon      | Indipendente            |
| Trasporti                                                                                         |          | Jean-Baptiste Djebbari | LaREM                   |
| Affari europei                                                                                    |          | Amélie de Montchalin   | LaREM                   |
| Turismo e commercio estero                                                                        |          | Jean-Baptiste Lemoyne  | LaREM (ex LR)           |
| Difesa                                                                                            |          | Geneviève Darrieussecq | MoDem                   |
| Solidarietà                                                                                       |          | Christelle Dubos       | LaREM                   |
| Protezione dell'infanzia                                                                          |          | Adrien Taquet          | LaREM                   |
| Pensioni                                                                                          |          | Laurent Pietraszewski  | LaREM                   |
| Digitale                                                                                          |          | Cédric O               | LaREM                   |
| Industria, artigianato e commercio                                                                |          | Agnès Pannier-Runacher | LaREM                   |
| Gioventù                                                                                          |          | Gabriel Attal          | LaREM                   |
| Funzione pubblica                                                                                 |          | Olivier Dussopt        | DVG (ex PS)             |
| Interno                                                                                           |          | Laurent Nuñez          | LaREM (ex Indipendente) |

## Modifiche
Rimpasto del 27 novembre 2017
- Il 27 novembre 2017 a seguito di un rimpasto vi sono alcune piccole modificazioni rispetto alla formazione iniziale del governo:
  - Christophe Castaner perde la funzione di portavoce del governo (ma mantiene quella delle Relazioni con il Parlamento);
  - Benjamin Griveaux, che era inizialmente Segretario di Stato presso il Ministro dell'Economia e delle Finanze, diventa portavoce del governo;
  - Delphine Gény-Stephann entra al governo come Segretario di Stato presso il Ministro dell'Economia e delle Finanze;
  - Olivier Dussopt entra al governo come Segretario di Stato presso il Ministro dell'Azione e dei Conti pubblici.

Rimpasto del 4 settembre 2018
- Il 4 settembre 2018 a seguito di un rimpasto vi sono alcune piccole modificazioni rispetto alla formazione precedente del governo:
  - François de Rugy è nominato Ministro della Transizione ecologica e solidale, a seguito delle dimissioni di Nicolas Hulot;
  - Roxana Maracineanu è nominata Ministro degli Sport, a seguito delle dimissioni di Laura Flessel.

Rimpasto del 16 ottobre 2018
- Il 3 ottobre 2018, a seguito delle dimissioni del Ministro dell'Interno Gérard Collomb, il Primo ministro Édouard Philippe ne assume l'interim.
- Il 16 ottobre 2018 a seguito di un rimpasto vi sono molte modificazioni rispetto alla formazione precedente del governo, l'ordine gerarchio dei ministeri è modificato ed inoltre alcune intitolazioni ed attribuzioni sono modificate o ampliate:
  - Christophe Castaner è nominato Ministro dell'Interno in sostituzione di Gérard Collomb, la funzione perde il titolo di Ministro di Stato;
  - Franck Riester è nominato Ministro della Cultura, in sostituzione di Françoise Nyssen;
  - Didier Guillaume è nominato Ministro dell'Agricoltura e dell'Alimentazione, in sostituzione di Stéphane Travert;
  - Jacqueline Gourault è nominata Ministro della Coesione dei territori, in sostituzione di Jacques Mézard e il suo portafoglio ministeriale è allargato alle Relazioni con le collettività territoriali;
  - Marc Fesneau è nominato Ministro presso un ministro incaricato delle Relazioni con il Parlamento, in sostituzione di Christophe Castaner, che però era Segretario di Stato;
  - Sébastien Lecornu è nominato Ministro incaricato delle Collettività territoriali, in precedenza egli era Segretario di Stato presso il Ministero della Transizione ecologica e solidale;
  - Julien Denormandie è nominato Ministro incaricato della Città e dell'Alloggiamento, in precedenza egli era Segretario di Stato presso il Ministero della Coesione dei territori;
  - Emmanuelle Wargon è nominata Segretario di Stato presso il Ministero della Transizione ecologica e solidale, in sostituzione di Sébastien Lecornu;
  - Christelle Dubos è nominata Segretario di Stato presso il Ministero delle Solidarietà e della Sanità;
  - Mounir Mahjoubi è nominato Segretario di Stato nei due ministeri economici, in precedenza egli era Segretario di Stato incaricato del Digitale presso il Primo ministro;
  - Agnès Pannier-Runacher è nominata Segretario di Stato presso il Ministero dell'Economia e delle Finanze, in sostituzione di Delphine Gény-Stephann;
  - Gabriel Attal è nominato Segretario di Stato presso il Ministero dell'Educazione nazionale;
  - Laurent Nuñez è nominato Segretario di Stato presso il Ministero dell'Interno, in sostituzione di Jacqueline Gourault, che però era Ministro presso un ministro.

Rimpasto del 16 luglio 2019
- Il 16 luglio 2019 a seguito di un rimpasto vi sono alcune piccole modificazioni rispetto alla formazione precedente del governo:
  - François de Rugy si dimette da[Ministro della Transizione ecologica e solidale, ed il suo posto viene preso da Élisabeth Borne (che a differenza del predecessore non viene appuntata "Ministro di Stato")
  - Jean-Baptiste Djebbari subentra, nel ruolo lasciato libero da Élisabeth Borne, come Ministro dei Trasporti